# Elmir Alimzhanov
Elmir Eldarovich Alimzhanov (en kazajo: Эльмир Эльдарович Алимжанов; Almá-Atá, URSS, 5 de octubre de 1986) es un deportista kazajo que compite en esgrima, especialista en la modalidad de espada.
Ganó una medalla de bronce en el Campeonato Mundial de Esgrima de 2025, en la prueba por equipos. Participó en dos Juegos Olímpicos de Verano, en los años 2012 y 2024, ocupando el sexto lugar en París 2024, en la prueba por equipos.

## Palmarés internacional
| Campeonato Mundial | Campeonato Mundial | Campeonato Mundial | Campeonato Mundial |
| Año                | Lugar              | Medalla            | Prueba             |
| ------------------ | ------------------ | ------------------ | ------------------ |
| 2025               | Tiflis (Georgia)   | Medalla de bronce  | Espada por equipos |